# Локаня Вас
Локаня Вас (словен. Lokanja vas) — поселення в общині Словенська Бистриця, Подравський регіон‎, Словенія.